# Ateliers Monduit
Les Ateliers Monduit sont une ancienne entreprise française, installée à Saint-Germain-en-Laye puis à Paris, qui était spécialisée, au fil des rachats et des successions, dans la plomberie d'art.

## Histoire

### Une dynastie d'artisans d'art
Vers les années 1770, Louis Monduit quitta son village de Lignac près de Limoges, accompagné de ses fils, et monta à Paris, pour y chercher de l'ouvrage. Durant leurs trajets, ils s'arrêtèrent à Louveciennes près de Versailles et prirent part aux travaux du château de la Comtesse du Barry, sous la direction de l'architecte Gabriel.
Le fils cadet, Jean Monduit dit « le jeune », épousa en 1784 Marguerite Chacou, fille un charpentier ayant travaillé sur la Machine de Marly. Il s'établit à quelques kilomètres de celle-ci, dans le village de L'Étang-la-Ville, et devint maître- maçon. Avec son épouse, il eut six enfants, dont le cadet né en 1802, se prénommant Philipe Clair. Celui-ci racheta en 1827 un commerce de ferblantier-lampiste, situé au 1 rue de Poissy à Saint-Germain-en-Laye. Plus tard, il étendit  ses activités à la couverture plomberie.
Le fils de Philipe Clair, Honoré (1824-1893), naquit en 1824, reprit, en 1841, l'affaire de son père, et participa à la construction de l'asile de Vincennes (devenue « Hôpital national de Saint-Maurice », intégré de nos jours à l'Hôpital Esquirol) et à l'hôpital du Vésinet, toutes deux œuvres caritatives de Napoléon III. En 1860, il s'associa avec Béchet, constructeur d'appareil à gaz, pour racheter l'entreprise de Louis Durand et s'y installer, au 25 rue de Chazelles dans le 17e arrondissement de Paris. 
En 1969, leur descendante Gabrielle Pasquier-Monduit fit une donation en faveur du château de Pierrefonds, constituée d'une cinquantaine de répliques d’œuvres à taille réelle réalisées par Honoré et Philippe Monduit.

### Des restaurateurs et constructeurs de monuments
Au XIXe siècle, les ateliers Monduit participèrent à de grands chantiers de restauration, associés aux plus grands noms de l'architecture d'alors, tels Lassus, Viollet-le-Duc, Boeswillwald, Magne, Corroyer, Lefuel, Lisch, Charles Garnier, Auguste Bartholdi, Victor Petitgrand...
Honoré Monduit, collabora avec Eugène Viollet-le-Duc et créa des ornements d’architecture pour les grands chantiers de restauration de monuments historiques. En obtenant d’importantes commandes publiques et privées, il participa à une véritable renaissance de la plomberie et de la cuivrerie d’art. Les ateliers Monduit fabriquèrent des faîtages, des épis de faîtage, des poinçons, des gargouilles, des sculptures animalières, des statuaires etc. selon la technique du métal repoussé.
Ils participèrent à l'alimentation en eau de la capitale et à la canalisation des cours des rivières de la Vanne et de la Duy.
En 1880, Philippe Henri (1857-1909), fils d'Honoré, s'associa aux frères Mesureur, et créa une entreprise.
Les travaux de confection et de montage de la statue de la Liberté  eurent lieu dans les locaux de la société Plomberie et Cuivrerie d’Art Monduit, Gaget, Gauthier et Cie, devenue à compter de 1880 Monduit et Béchet — Gaget Gauthier successeurs, établis 25, rue de Chazelles à Paris, et ce entre 1875 et 1884.
Le déclin de la plomberie artistique et les commandes de l'État se faisant rare, l'entreprise ferma ses portes en 1970.
Le musée d'Orsay conserve un fonds d'archives de Louis Honoré Monduit. Le fonds Mesureur et Monduit est lui conservé par la Cité de l'architecture.

### Adresses successives
- Lignac près de Limoges
- Louveciennes près de Versailles
- L'Étang-la-Ville près de Saint-Germain-en-Laye
- 1, rue de Poissy à Saint-Germain-en-Laye
- 25, rue de Chazelles dans le 17e arrondissement de Paris
- 31 rue Poncelet, Paris

### Récompenses
Les Ateliers Monduit obtinrent de nombreuses récompenses, et notamment lors des Expositions universelles:
- Londres en 1851,
- Paris en 1867,
- Vienne en 1873,
- Paris en 1878,
- Sydney en 1879,
- Amsterdam en 1883,
- Anvers en 1885,
- Paris en 1889,
- Paris en 1900.

## Œuvres principales
Créations ou restauration de :
- flèche de Notre-Dame-de-Paris : couverture métallique de la flèche de Viollet-le-Duc[5],[6], restauration de la flèche et du coq vers 1935-1936[7]
- toiture de la Sainte-Chapelle de Paris
- la grande lanterne de la coupole de l'opéra de Paris
- les quadriges du Grand Palais à Paris[8].
- la toiture de l'hôtel de ville de Paris
- la Fontaine Saint-Michel de Paris
- pont Alexandre III à Paris
- le Lion de Belfort à Paris
- l’archange Saint Michel qui couronne la flèche de l'abbaye du Mont-Saint-Michel[9],[10]
- la couverture de la flèche de la cathédrale d'Amiens
- les couvertures du château de Pierrefonds[11]
- poinçon pour l'Exposition universelle de 1889
- le dôme en cuivre doré du clocher de la Basilique Notre-Dame de Brebières d'Albert (Somme)
- crête du château d'Amboise
- poinçon du château d'Anet
- la toiture du beffroi d'Arras
- toiture du château Boulard de Biarritz
- poinçon du château de Loches
- statue du faîte de l'abside de la collégiale Saint-Martin de Montmorency
- poinçon de l'orangerie du château de Richelieu
- couronne extérieure en cuivre du palais de justice de Bruxelles
- la statue de la Liberté à New York[12].
- Phénix en cuivre martelé du palais national de Mexico[13] etc.

## Postérité
- Le château de Pierrefonds conserve une collection d'ornements d’architecture créés par Honoré Monduit offerte par ses descendants.